# Indefinit
Els indefinits són quantificadors que es caracteritzen pel fet que aporten una significació d'indeterminació o vaguetat.
La major part d'ells presenten flexió de gènere i nombre: "algun, altre, cert, tot…"
Des del punt de vista sintàctic, els indefinits poden ésser pronoms o bé funcionar com a especificadors d'un nom, i en molts casos presenten formes específiques per a cadascuna d'aquestes funcions.
Forma pronominal 	/ Ambdues formes / Forma especificadora
```
algú 	 algun / alguna / alguns / algunes 
altre 	 altre / altra / altres 
altri 
cada u 	 cada un / cada una
cadascú cadascun / cadascuna 
hom (o un hom) 
ningú 
qualsevol 	 qualsevol / qualssevol 
quelcom 
res 
tal 	 tal / tals 
tot 	 tot / tota / tots / totes 
tothom 
un / una / uns / unes un / una / uns / unes
```

Els indefinits conformen una subcategoria nominal inclosa en la categoria dels quantificadors.
Els indefinits especifiquen el nom tot i restringir-ne l'extensió de manera poc precisa. Tradicionalment fan la funció d'adjectius pronominals (algun, cap, tot) que tenen un sentit més limitat, i de pronoms (algú, res, tothom) que tenen un sentit més general.
Cada, cadascun (distributius), ambdós, sengles (formes inclusives),tot, algun, gens, cap, un.
Joan Solà i Cortassa diferencia tres tipus de caràcters per als indefinits:
- Caràcter universal: tot
- Caràcter existencial: algun
- Caràcter no existencial o indefinit negatiu: gens, cap

«Tot» i «algun» són equiparables a «u, hom, cadascú, altri».
«Tot» és un predeterminant: especificador que funciona com a operador amb abast sobre tota la resta del sintagma nominal. Té un comportament sintàctic específic: és el més extern dels especificadors (a l'esquerra de tots els altres especificadors nominals) i pot traslladar-se fora del sintagma nominal, exemple: «Tots els germans se n'anaren a passejar».
Segons la teoria generativa, un indefinit és un especificador de tot el sintagma nominal: no es pot pronominalitzar; pot acompanyar els pronoms personals i els noms propis; i pot anar seguit d'un altre determinat (si el nucli del sintagma nominal és un nom comú).
Sintàcticament s'agrupa amb solament, només, fins (i tot), ni tan sols, també: predeterminants, però per l'origen i pel caràcter invariable són de tipus adverbial.
Altres indefinits (també anomenats “postdeterminants” o indefinits denotatius”): sol, únic, mateix, altre, tal, cert... No apareixen mai com a únic especificador; van precedits de determinant (o Qu); i van en posició postnominal (alguns casos). Són a mig camí entre els indefinits i els adjectius no restrictius.
Podem parlar dels indefinits algueresos com els més diferenciats: qualquu-algú, calgui-algun-a, arrés-res.